# Escut d'Orpí
L'escut oficial d'Orpí té el següent blasonament:
Escut caironat: de sinople, un pi d'or acostat de 2 espases flamejades d'argent guarnides d'or, en banda la de la destra i en barra la de la sinistra. Per timbre una corona mural de poble.

## Història
Va ser aprovat el 10 de juliol de 2001 i publicat al DOGC el 30 del mateix mes amb el número 3441.
Armes parlants: el pi va referència al nom de la localitat. Les espases flamejants a banda i banda són l'atribut de l'arcàngel sant Miquel, patró del poble.